# 일리메
일리메(イルリメ, Illreme, 본명 : 가모다 준)는 일본 간토 출신의 힙합 뮤지션이다. 장르를 묻지 않고 다양한 아티스트와 콜라보레이션 한 전례가 있다. 일리매가 그룹 이름이였던 시절, 모유니쥬모와 이름을 같이 쓰고 있었으며 현재도 이름을 병용하고 있다.